# Marie Hammarström
Ingegerd Marie Hammarström Liljesson (* 29. März 1982 in Glanshammar als Ingegerd Marie Hammarström) ist eine schwedische ehemalige Fußballspielerin. Sie debütierte 2010 in der schwedischen Nationalmannschaft und spielte von 2005 bis 2012 für KIF Örebro Nach einer Saison in Göteborg folgte eine Babypause. Sie hat eine Zwillingsschwester, die ebenfalls Nationalspielerin ist und bei Kopparbergs/Göteborg FC im Tor spielte.

## Karriere

### Vereine
Marie und Kristin Hammarström begannen mit dem Fußballspielen bei Glanshammars IF und Torshälla-Nyby IS, Marie wechselte dann 1999 zu Karlslunds IF. In der Saison 2004  spielte sie für Umeå IK und im folgenden Jahr ging sie zurück nach Örebro zu KIF Örebro, wo sie zusammen mit Kristin spielte und 2010 den schwedischen Pokal gewann. Ihre Schwester wechselte anschließend zu Kopparbergs/Göteborg FC. 2013 wechselte sie aufgrund von Sparmaßnahmen des Clubs ebenfalls nach Göteborg, spielte dort aber nur eine Saison, da sie dann eine Babypause einlegte. 2015 hatte sie zwei Einsätze beim Örebroer Club Rynninge IK in der dritten Liga und 2017 noch zwei Kurzeinsätze bei KIF Örebro.

### Nationalmannschaft
Während Kristin bereits 2008 zu ihrem ersten Länderspieleinsatz kam, musste Marie bis zum 26. Oktober 2010 warten, ehe sie mit 28 Jahren beim 3:1 gegen Norwegen ihr erstes A-Länderspiel machte. Dabei stand sie zusammen mit ihrer Schwester auf dem Platz. Bis zur  WM spielten die Schwestern in drei Länderspielen zusammen. Beide Zwillingsschwestern waren Mitglied des schwedischen Kaders für die WM 2011. Im letzten Vorrundenspiel wurde Marie in der 77. Minute eingewechselt. Durch den Sieg gegen die USA traf ihre Mannschaft als Gruppensieger im Viertelfinale auf Australien, das mit 3:1 gewonnen wurde. Im Halbfinale stand sie für Spielführerin Caroline Seger, die sich beim Aufwärmen verletzt hatte, in der Startelf, verlor mit ihrer Mannschaft aber mit 1:3 gegen Japan. Am 16. Juli 2011 gewann sie mit der Mannschaft das Spiel um Platz 3, in dem sie beim 2:1-Sieg über Frankreich nicht nur den Siegtreffer erzielte, sondern auch ihr erstes Länderspieltor für Schweden. Das Tor wurde anschließend für die Wahl zum „Tor des Turniers“ nominiert und von den Usern von FIFA.com zum drittschönsten Tor gewählt. Ihre Schwester Kristin wurde im Turnier nicht eingesetzt.
2012 kam sie in 15 von 16 Länderspielen zum Einsatz, lediglich im letzten Spiel, dem ersten Spiel unter Pia Sundhage kam sie nicht zum Einsatz. Sie nahm mit Schweden an den Olympischen Spielen 2012 teil, schied aber im Viertelfinale aus. Beim 2:2 gegen Kanada erzielte sie den Treffer zum 1:0.
Bei der Fußball-Europameisterschaft der Frauen 2013 war sie Stammspielerin und erreichte mit ihrer Mannschaft das Halbfinale gegen Titelverteidiger Deutschland, in dem sie mit 0:1 verlor. Dabei kam sie in allen Spielen zusammen mit ihrer Zwillingsschwester zum Einsatz, die erstmals Stammtorhüterin bei einem großen Turnier war. Im Viertelfinale gegen Island erzielte sie bereits in der dritten Minute den 1:0-Führungstreffer (Endstand 4:0).
Im November 2013 erklärten die Zwillingsschwestern ihren Rücktritt.

## Erfolge
- Dritte der Weltmeisterschaft 2011